# Mort sur le Nil (film, 1978)
Pour les articles homonymes, voir Mort sur le Nil (homonymie) et Death on the Nile.
Pour plus de détails, voir Fiche technique et Distribution.
Mort sur le Nil (Death on the Nile) est un film britannique réalisé par John Guillermin et sorti en 1978. Dans cette adaptation du roman du même nom d'Agatha Christie publié en 1937, le détective belge Hercule Poirot résout une intrigue policière lors d'une croisière en Égypte.
Le film suit le détective Hercule Poirot et son ami, le colonel John Race, qui sont en vacances en Égypte. Mais leur vacances vont être de courte durée : à peine ont-ils embarqué pour une croisière sur le Nil qu'une des passagères, la riche héritière Linnet Ridgeway, est assassinée dans la nuit. Le colonel Race prend en charge l'enquête avec Poirot à ses côtés. Et l'affaire ne fait que commencer, car Race et Poirot découvrent bientôt que chacun des autres passagers aurait eu une bonne raison de commettre ce meurtre.

## Synopsis
La mondaine Jacqueline « Jackie » de Bellefort rend visite à son amie Linnet Ridgeway, la riche héritière d'une grande entreprise familiale, et lui demande de prendre son fiancé Simon Doyle, sans emploi, à son service en tant que gestionnaire. Mais lorsque Linnet rencontre Simon, le coup de foudre est immédiat et Simon quitte Jacqueline pour épouser Linnet.
Alors qu'ils sont en lune de miel en Égypte, le couple Linnet-Simon est suivi et harcelé en permanence par Jackie, et ce jusqu'à leur hôtel à Assouan où ils doivent embarquer le lendemain pour une croisière sur le Nil. Dans cet hôtel se trouvent les autres passagers de la croisière, un ensemble disparate de nationalités parmi lesquelles le détective belge Hercule Poirot et son ami, le colonel anglais John Race, qui sont en vacances et qui font la connaissance de Salomé Otterbourne, une extravagante romancière spécialisée dans les romances exotiques, et sa fille Rosalie. Le lendemain, les Doyle tentent un plan pour se débarrasser de Jackie en lui faisant croire qu'ils changent de destination et en prétendant aller prendre le train, ce qui semble fonctionner. Les passagers embarquent à bord du bateau à roues à aubes S.S. Karnak pour leur croisière.
Lors d'une escale pour visiter le célèbre temple de Karnak, une énorme pierre est poussée du haut d'une colonne et manque de peu de tuer les Doyle. Le couple est sous le choc, d'autant plus que Jackie fait bientôt son apparition sur le navire, ignorant le conseil que lui avait donné Poirot plus tôt de garder ses distances. Jackie avait à ce moment-là révélé à Poirot qu'elle portait sur elle un petit pistolet de calibre 22, et qu'elle rêverait de tirer sur Linnet. Le soir, alors que les passagers sont couchés, une Jackie éméchée s'emporte violemment contre Simon et finit par lui tirer dans la jambe. En état de choc, elle est escortée par Rosalie et Miss Bowers, une ancienne infirmière, tandis que le docteur Bessner arrive pour s'occuper de Simon. Le lendemain matin, Linnet est trouvée morte dans son lit par sa femme de chambre. Elle a été assassinée d'une balle dans la tête, un « J » écrit dans son sang à côté du lit.
Le colonel Race est suffisamment gradé pour avoir autorité et prendre en charge l'enquête, profitant de la présence à ses côtés de son ami et fin limier Poirot. Une aide nécessaire, car Race et Poirot ont découvert que chaque passager présent a un motif qui aurait justifié le meurtre de Linnet : Louise Bourget, la femme de chambre française de Linnet, lui en voulait car elle lui a refusé sa démission (un départ et une dotation qui lui auraient permis de partir avec l'homme qu'elle aime). L'américain Andrew Pennington, oncle et associé de Linnet, détournait de l'argent de la société à son insu. Madame van Schuyler, une vieille aristocrate américaine kleptomane, avait des vues sur les perles de Linnet ; tandis que sa dame de compagnie, Miss Bowers, est la fille d'un ancien propriétaire fortuné qui fut ruiné par le père de Linnet et sa société, condamnant Bowers à être une dame de compagnie. L'extravagante Salomé Otterbourne était en procès avec Linnet pour diffamation à la suite de l'un de ses romans érotiques, et sa fille Rosalie souhaitait sauver sa mère de la ruine potentielle qui s'ensuivrait. Jim Ferguson, un fervent communiste et anticapitaliste, déteste Linnet et sa fortune exubérante. Quant au docteur Ludwig Bessner, un psychiatre suisse, Linnet le menaçait de révéler ses pratiques non conformes voire charlatanes. Jackie, de son côté, serait la suspecte numéro 1, car c'est son pistolet à petit calibre qui a tué Linnet, si elle n'avait pas été profondément sédatée et surveillée par Miss Bowers toute la nuit, la rendant incapable de commettre le meurtre.
Alors que Race et Poirot interrogent les suspects et enquêtent sur la scène de crime, l'équipage repêche un petit paquet du Nil. Ils y retrouvent le pistolet de Jackie avec deux cartouches vides, un mouchoir taché de rose, et un cendrier de marbre pour lester le paquet ; le tout enveloppé dans l'étole de Madame van Schuyler, qui a été trouée par une balle à un endroit. Les perles de Linnet sont introuvables mais Madame van Schuyler nie les avoir prises, et elles finissent par réapparaître autour du cou de Linnet.
L'affaire s'embourbe et aucun passager n'apporte de nouvel indice au duo d'enquêteurs. Louise avoue la rancœur envers sa maîtresse mais nie en bloc l'avoir tuée. Poirot est victime d'une tentative de meurtre : le ou la coupable glisse un serpent dans sa salle de bain, qui manque de le tuer avant que Race n'intervienne promptement. Cela n'aide pas à résoudre l'affaire, d'autant que la sarcastique Madame van Schuyler prétend ne rien savoir, que Salomé Otterbourne est alcoolique et tient des propos incohérents, et que le violent Andrew Pennington refuse de leur dire quoi que ce soit ; bien qu'il avoue posséder lui aussi un pistolet, de plus gros calibre, ce qui intrigue Race et Poirot.
Juste après le repas du soir cependant, un des membres d'équipage tombe sur un nouveau meurtre. Race et Poirot découvrent Louise dans une mare de sang, la gorge tranchée par l'un des scalpels du docteur Bessner. Poirot trouve, agrippé dans sa main, les restes d'un billet de banque, ce qui laisse à penser qu'elle a vu le meurtrier le soir du meurtre et qu'elle a tenté de le faire chanter contre son silence. Sur ces entrefaites arrive Salomé, qui jure savoir qui est le meurtrier. Elle entraîne Race et Poirot dans la cabine de Doyle et clame avoir vu la personne sortir de la cabine de Louise après l'avoir tuée, mais avant qu'elle ait pu dire son nom, elle est tuée d'une balle dans la tête de l'extérieur de la cabine, avec le revolver de Pennington.
Poirot réunit tout le monde dans le salon et annonce avoir trouvé le coupable. À la stupeur générale, il s'agit de Simon et Jackie, le premier ayant tué Linnet, la seconde étant sa complice. Jackie n'a pas réellement tiré dans la jambe de Simon le soir du meurtre, mais a fait mine de, attirant ainsi l'attention sur elle et laissant Simon seul et soi-disant « incapable de marcher » au salon avant l'arrivée du docteur Bessner. Ce court temps lui permit de courir jusqu'à la cabine de Linnet, la tuer, puis revenir au salon et réellement se tirer dans la jambe en utilisant le châle de Madame van Schuyler comme silencieux. Il remplaça ensuite la cartouche utilisée par une nouvelle, au cas où le pistolet serait retrouvé, et le jeta, ainsi que le mouchoir teinté de rouge (l'encre rouge se délava dans l'eau, expliquant la tache rose) avec lequel il simula sa blessure dans le Nil, enveloppés dans le châle troué et lesté avec le cendrier. Louise, qui était sur le pont et qui avait vu Simon sortir de la cabine de Linnet, lui fit du chantage et lui demanda l'argent lui permettant de partir contre son silence ; Simon en informa Jackie, qui tua Louise. C'est également Jackie qui tua Salomé Otterbourne, car sa cabine jouxtant celle du docteur Bessner, dans laquelle Simon est alité, elle fut alertée par sa voix forte au moment des révélations de Salomé. Ce coup monté fut l'idée de Jackie. Malgré son mariage avec Linnet, Simon avait toujours des sentiments pour Jackie. Le but était de tuer Linnet pour permettre à Simon de récupérer son héritage, et ensuite d'épouser enfin Jackie.
Simon ne nie pas les faits, mais fait remarquer à Poirot qu'il ne possède pas de preuve substantielle pouvant les incriminer. Poirot l'informe que la police est capable, avec des méthodes très récentes, de procéder à un test prouvant la présence sur lui et Jackie de résidus de poudre, appelé "moulage", ce qui prouverait leur culpabilité. Au pied du mur et ne pouvant pas fuir devant ces accusations, Jackie avoue et embrasse Simon. Poirot réalise trop tard qu'elle a récupéré le pistolet, et ne peut l'empêcher de se suicider après avoir tué Simon.
La croisière achevée, Poirot est félicité pour son travail par les passagers qui descendent. Poirot conseille à Rosalie et Jim, qui ont décidé de se fiancer, de prendre la vie du bon côté ; avant de conclure avec une citation de Molière : « La grande ambition des femmes est d'inspirer l'amour ».

## Fiche technique
- Titre français : Mort sur le Nil
- Titre original : Death on the Nile
- Réalisation : John Guillermin
- Scénario : Anthony Shaffer, d'après le roman Mort sur le Nil d'Agatha Christie
- Musique : Nino Rota
- Photographie : Jack Cardiff
- Montage : Malcolm Cooke
- Décors : Peter Murton (en)
- Costumes : Anthony Powell, Rosemary Burrows, Germinal Rangel
- Production : John Brabourne et Richard B. Goodwin
- Société de production : Mersham Productions
- Société de distribution : Paramount Pictures
- Pays de production :  Royaume-Uni
- Langues originales : anglais, français
- Format : Couleur - mono - 35 mm - 1.85:1
- Genre : policier
- Durée : 140 minutes
- Dates de sortie :
  - USA : 29 septembre 1978
  - Royaume-Uni : 24 octobre 1978
  - France : 27 octobre 1978
- Affiche : René Ferracci (France)

## Distribution

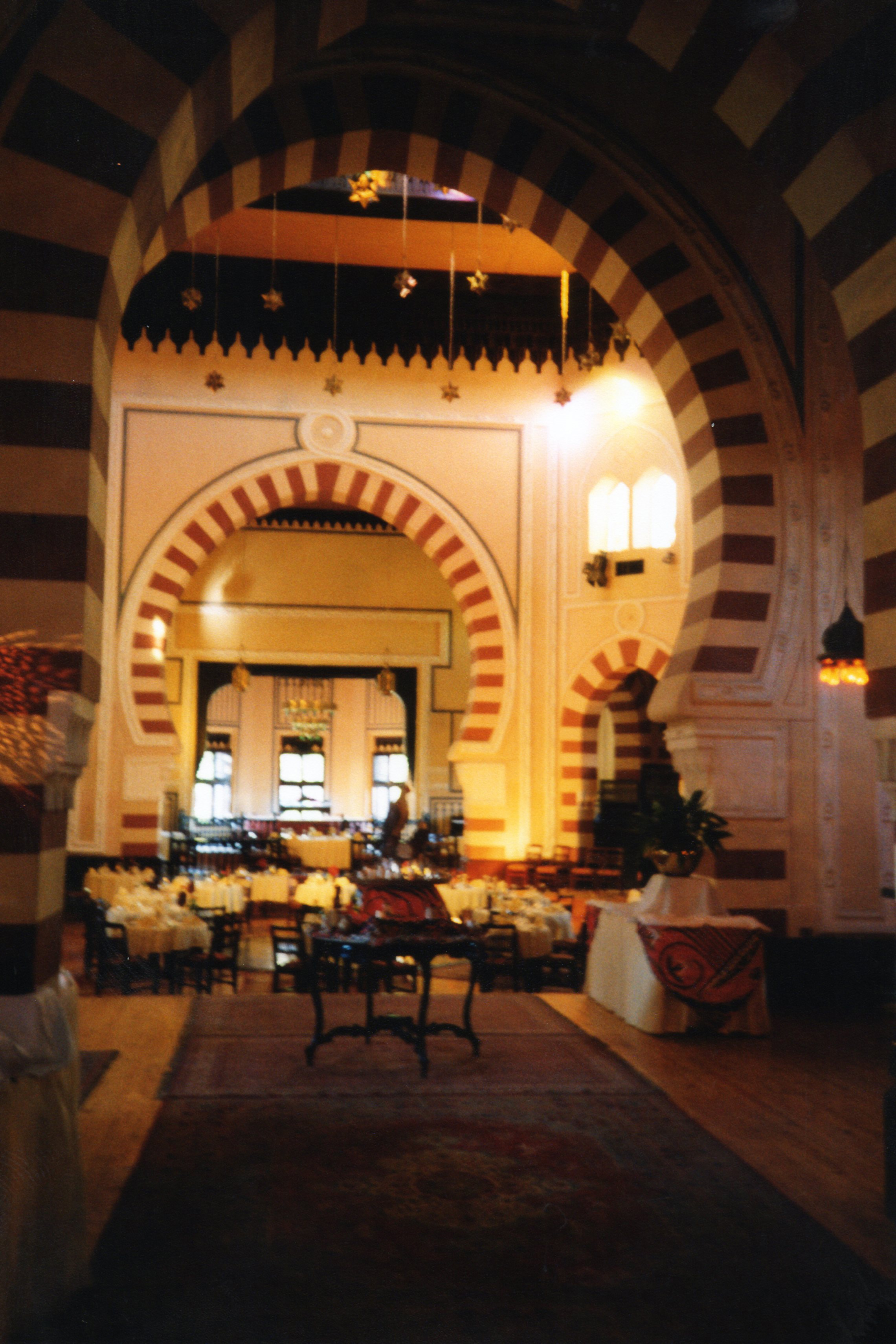
La salle à manger de l'hôtel Old Cataract, qui a servi de cadre au tournage d'une partie du film.

- Peter Ustinov (VF : Roger Carel) : Hercule Poirot, détective belge
- Jane Birkin (VF : Elle-même) : Louise Bourget, femme de chambre de Linnet
- Lois Chiles (VF : Anne Kerylen) : Linnet Ridgeway, riche héritière
- Bette Davis (VF : Lita Recio) : Madame Van Schuyler, vieille dame riche portée sur les perles
- Mia Farrow (VF : Arlette Thomas) : Jacqueline Jackie de Bellefort, meilleure amie de Linnet et ancienne fiancée de Simon
- Jon Finch (VF : Pierre Arditi) : Jim Ferguson, philosophe marxiste
- Olivia Hussey (VF : Brigitte Morisan) : Rosalie Otterbourne, fille de Salome
- George Kennedy (VF : Jean-Claude Michel) : Andrew Pennington, avocat et oncle de Linnet
- Angela Lansbury (VF : Paule Emanuele) : Madame Salomé Otterbourne, romancière alcoolique
- Simon MacCorkindale (VF : Jean Roche) : Simon Doyle, jeune comptable pauvre, époux de Linnet
- David Niven (VF : Roland Ménard) : Le colonel John Race, magistrat à la cour
- Maggie Smith (VF : Nadine Alari) : Miss Bowers, dame de compagnie de Mrs Van Schuyler
- Jack Warden (VF : Henri Labussière) : Dr. Ludwig Bessner, médecin allemand, directeur de clinique
- Harry Andrews (VF : Georges Atlas) : Barnstaple, maître d'hôtel de Linnet
- I. S. Johar (VF : Jean-Louis Maury) : M. Sharburi, manager du Karnac
- Sam Wanamaker (VF : Claude Joseph) : Rockford, adjoint de Pennington
- Barbara Hicks : l'institutrice (non créditée)
- Celia Imrie : la bonne, Daisy (non créditée)

## Production

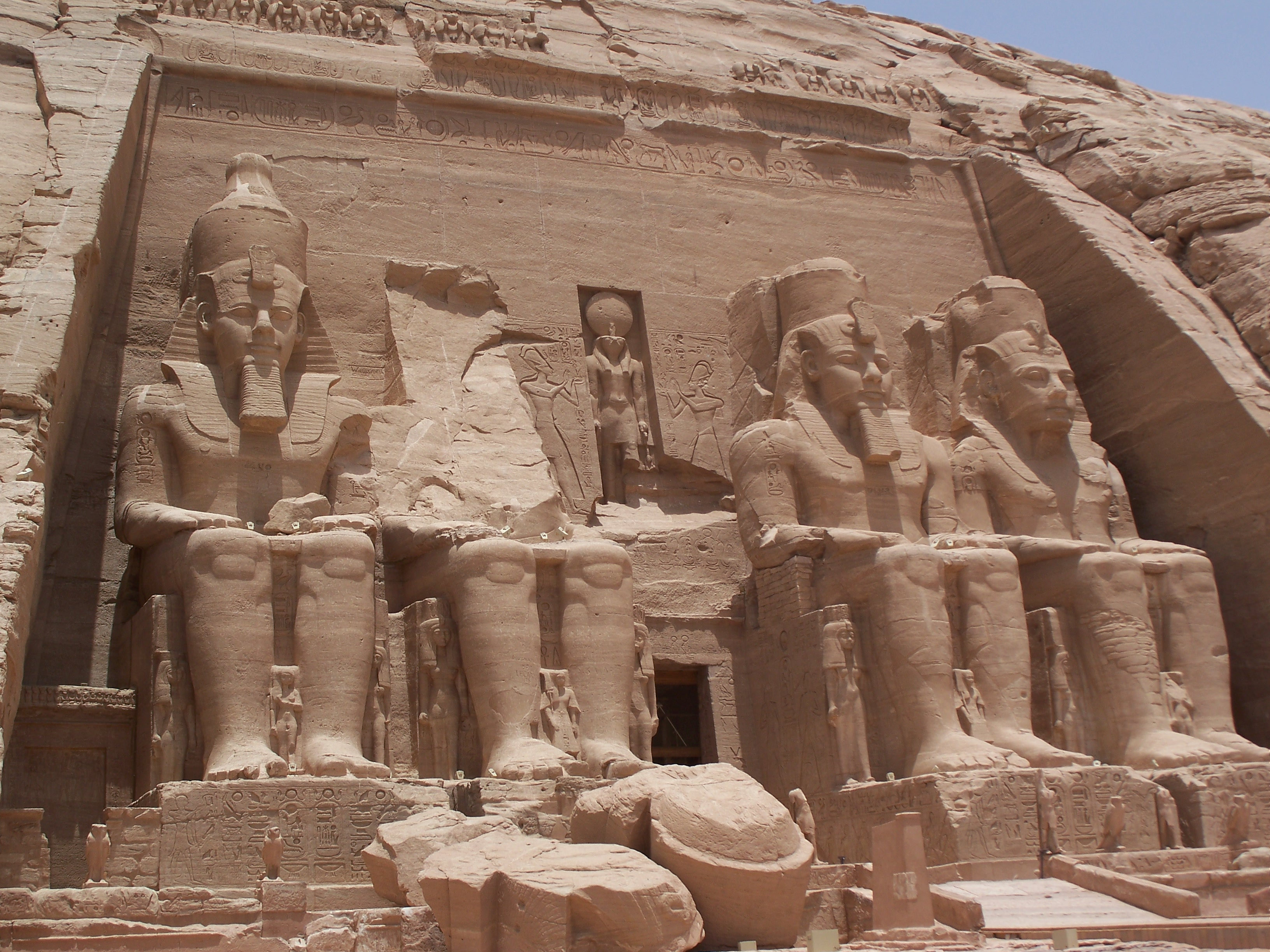
Les colosses gardant l'entrée du temple de Ramsès II à Abou Simbel, cadre d'une scène du film

- Deux ans après la mort d'Agatha Christie en 1976, John Brabourne, producteur du Crime de l'Orient-Express (1974), décide d'adapter le roman Mort sur le Nil et choisit John Guillermin comme réalisateur. C'est le premier film tourné après la mort de la romancière.
- Peter Ustinov, qui interprète Hercule Poirot en remplacement d'Albert Finney, reprendra ce rôle dans deux autres films et trois téléfilms.
- Anthony Powell rendit visite avant le début du tournage à chacun des principaux acteurs du film afin de mieux préparer leurs costumes. Sa rencontre avec Bette Davis fut particulièrement enrichissante[2].
- Albert Finney fut contacté pour reprendre le rôle de Poirot. Ce n’est qu'à la suite de son refus que l’on engagea Peter Ustinov.

## Remarques
- Le film a été entièrement tourné en décors naturels.
- Le luxueux hôtel Old Cataract où se retrouvent les passagers avant la croisière est celui où Agatha Christie séjourna plusieurs fois et écrivit une partie de son roman. Situé à Assouan, il fut rebaptisé en 2011 Sofitel Old Cataract d'Assouan après rénovation[3],[4].
- Le bateau à vapeur Le Karnak sur lequel se déroule la croisière, naviguant sur le Nil au milieu des felouques, s'appelait en réalité Le Memnon.
- L'allée de statues, où la romancière Salomé Otterbourne s'emporte devant les béliers « priapiques, lascifs et lubriques » portant entre leurs pattes une statue d'Aménophis III, est l'allée des criosphinx ou dromos du temple de Karnak.
- La grande salle, où Linnet manque d'être écrasée par un énorme bloc de pierre, est la grande salle hypostyle aux 134 colonnes du temple de Karnak. Poirot y raconte à M. Pennington comment le vizir Ptahhotep mourut écrasé vif sous un tas de pièces et d'argent parce qu'il avait essayé de voler le trésor de son maître. Une anecdote pour le moins surprenante, lorsque l'on sait que Ptahhotep est resté dans l'Histoire comme l'auteur du plus ancien écrit de sagesse, et qui se veut surtout un avertissement à Pennington. De plus, l’Égypte pharaonique ignorait l’usage des pièces de monnaie.

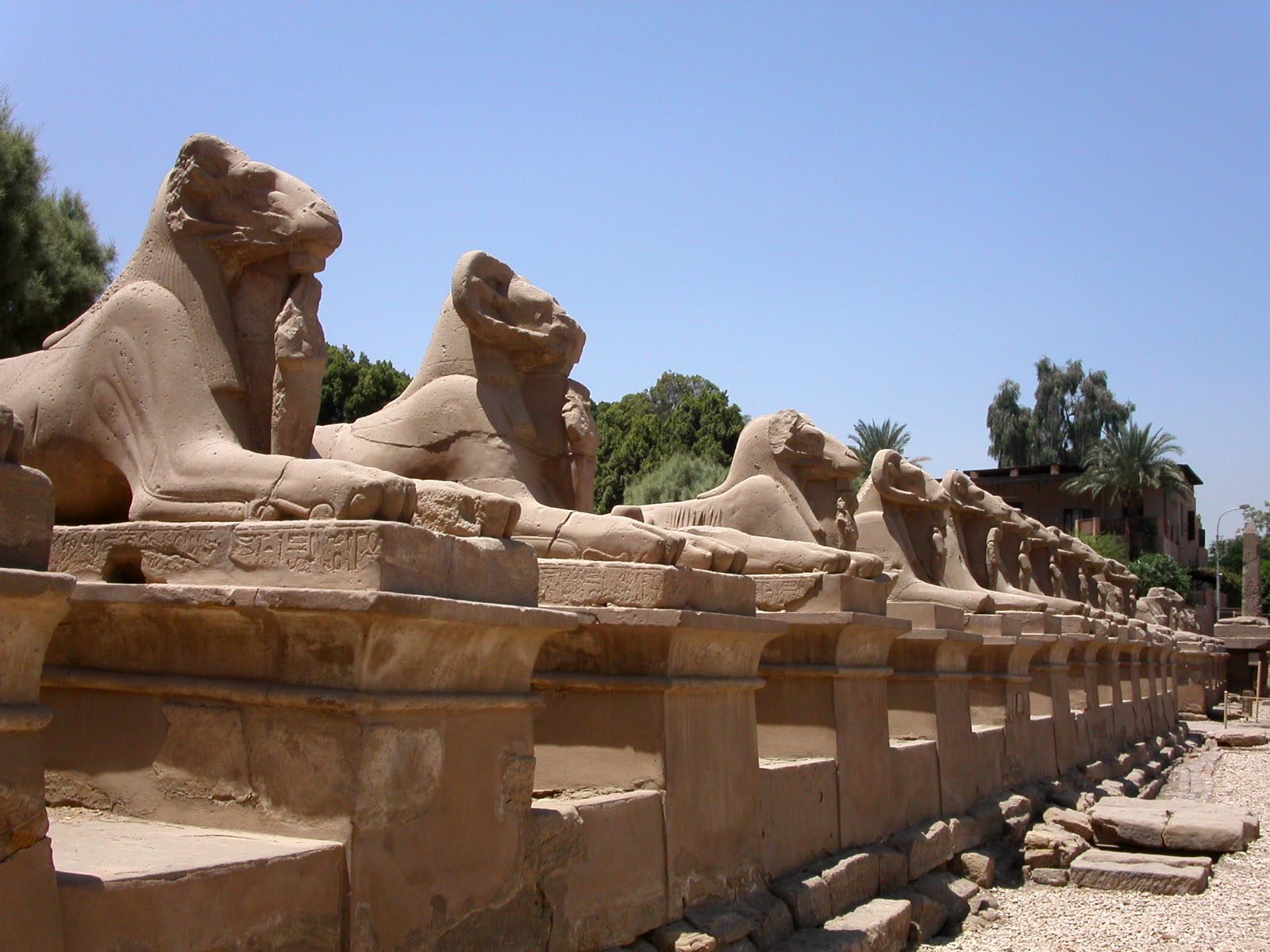
L'allée des criosphinx, cadre d'une autre scène du film

- La scène des quatre colossales statues devant lesquelles Linnet et Simon évoquent la légende d'une statue que fait chanter le vent, et où Jacqueline réapparaît subitement, a été tournée sur le site archéologique d'Abou Simbel, devant l'entrée du temple de Ramsès II.
- La citation finale du film faite par Hercule Poirot « La grande ambition des femmes est d'inspirer l'amour » est tirée de la scène VI de la pièce Le Sicilien ou l'Amour peintre (1667) de Molière.
- Peter Ustinov est doublé en français par Roger Carel. Ce dernier redeviendra par la suite la voix française du personnage Hercule Poirot en doublant David Suchet dans la série Hercule Poirot jusqu'en 2012.

## Accueil
- Le film rencontre un succès international et il est récompensé en 1979 par l'Oscar de la meilleure création de costumes pour Anthony Powell.

## Distinctions

### Récompenses
- National Board of Review Awards 1978 : Meilleure actrice dans un second rôle pour Angela Lansbury
- BAFTA 1979 : Meilleurs costumes pour Anthony Powell
- Evening Standard British Film Awards 1979 :
  - Meilleur film pour John Guillermin ;
  - Meilleur acteur pour Peter Ustinov.
- Oscars 1979 : Meilleure création de costumes pour Anthony Powell

### Nominations
- BAFTA 1979 :
  - Meilleur acteur pour Peter Ustinov ;
  - Meilleure actrice dans un second rôle pour Angela Lansbury ;
  - Meilleure actrice dans un second rôle pour Maggie Smith.
- Prix Edgar-Allan-Poe 1979 : Meilleur film pour John Guillermin
- Golden Globes 1979 : Meilleur film étranger ( Angleterre)